# Château de Rue
Le château de Rue est un château situé en Suisse, dans le canton de Fribourg. Il est situé sur un éperon rocheux au centre du village de Rue.

## Histoire
La première mention du château de Rue se trouve dans un accord entre les religieux de Hautcrêt et Garnier de Palézieux, conclu en 1155 près du château de Rue. La ville, elle, est attestée en 1271 seulement. Le château appartient à l'origine aux seigneurs de Rue, lesquels sont des vassaux des comtes de Genève.
Au XIIIe siècle, le château est convoité par la Savoie. Les hostilités commencent vers 1235. Le château est assiégé deux fois puis détruit par les alliés de Pierre II de Savoie, Aymon de Faucigny et Hartmann de Kibourg. Ceux-ci interdisent en 1237 à Rodolphe de Rue de rebâtir l'édifice dans les 15 ans qui suivent. Dix ans plus tard, Aymon de Faucigny obtient le droit de renforcer le site tandis que Rodolphe de Rue doit se contenter d'une résidence non fortifiée. Pierre II de Savoie affermit sa position dans la région vers 1250, en obtenant notamment les hommages de la clientèle auparavant fidèle au comte de Genève. Il entreprend la réédification complète du château, qui est peut-être achevée en 1258. Il s'installe définitivement à Rue dès 1260.
À la suite des guerres de Bourgogne (1474-1477), le château est très endommagé. En effet, Jacques de Savoie fait cause commune avec Charles le Téméraire. Les Suisses lui déclarent la guerre et envahissent le pays de Vaud. Rue tombe en leur pouvoir en octobre 1475, est ensuite repris en février 1476, puis de nouveau conquis par les Suisses après la Bataille de Morat. Le château est finalement restitué à la Savoie par le traité de Fribourg du 12 août 1476, bien que la remise effective n'ait lieu qu'en mai 1478.
En 1536, le château de Rue entre en possession de l'État de Fribourg lors de la conquête du Pays de Vaud. Des travaux de rénovation sont entrepris entre 1546 et 1548 déjà. Fribourg installe ses baillis dans le château de 1536 à 1798, puis ses préfets jusqu'en 1848. À cette date, Rue est rattachée au district de la Glâne.
Le 4 avril 1856, l'État de Fribourg parvient à vendre le château après plusieurs tentatives infructueuses. L'acquéreur n'est autre que Louis de Maillardoz, le fils du dernier bailli de Rue Albert de Maillardoz. Propriétaires du bâtiment dès 1873, M. et Mme Ferber de Lyon entreprennent de le restaurer dans son ensemble. Dans les années 1920, les descendants des Ferber, M. et Mme Maxime de Stoutz poursuivent le réaménagement du château. Dès les années 1960 et jusqu'en 1982, les propriétaires d'alors se consacrent à la rénovation des toitures, ainsi qu'à la restauration de la ligne crénelée, des échauguettes et des meurtrières.